# Movimento Conservatore
Il Movimento Conservatore (in francese Mouvement Conservateur) è un partito politico francese, appartenente al Gruppo dei Conservatori e dei Riformisti Europei.

## Presidenti
| Periodo   | Presidente          | Note       |
| --------- | ------------------- | ---------- |
| 2013–2016 | Sébastien Pilard    |            |
| 2016–2017 | Christophe Billan   |            |
| 2017–2018 | Madeleine de Jessey | ad interim |
| dal 2018  | Laurence Trochu     |            |

## Risultati elettorali
| Elezioni     | Voti      | Seggi  |
| ------------ | --------- | ------ |
| Europee 2024 | 1.353.127 | 5 / 81 |